# Pablo Turner
Pablo Hernán Turner González (1 de enero de 1960) es un ingeniero comercial, académico y empresario chileno, exgerente general de las minoristas Falabella y Empresas Almacenes Paris, así como de Viña San Pedro.

## Primeros años de vida
Estudió como sus otros cuatro hermanos -todos hombres- en el Colegio de los Sagrados Corazones de Manquehue de la capital, desde donde egresó en el año 1977. Posteriormente se formó como ingeniero comercial en la Pontificia Universidad Católica, casa de estudios en la que compartió aulas con el después presidente del Banco de Chile, Pablo Granifo, y el economista del Instituto Tecnológico de Massachusetts (MIT), Ricardo Caballero.
Se encuentra casado con Ángela Paul, es padre de cinco hijos.

## Vida pública
Comenzó su vida laboral en la unidad de mercadería de Falabella, empresa a la que se incorporó en el año 1982. Durante esta etapa de su vida viajó a la Universidad de Chicago, Estados Unidos, donde por un año cursó una Maestría en Administración de Negocios (MBA).
Permaneció en la compañía un total de 21 años, de los cuales los últimos cuatro y medio los pasó en la gerencia general corporativa, tocándole liderar la firma en un periodo de fuerte expansión del negocio minorista en Chile y la región, coyuntura que fue aprovechada por Falabella por la vía de la diversificación de sus operaciones.
Entre los hechos más relevantes de su administración se cuenta la compra de la operación chilena de tiendas de materiales para el hogar The Home Depot en 2001, el ingreso al negocio de los supermercados con Tottus en Perú en 2002 y la fusión con la gigante de bricolaje chilena Sodimac.
En octubre de 2004 dio un brusco giro a su vida profesional al pasar a la gerencia general de Empresas Almacenes Paris -competidor directo de Falabella en el rubro de las tiendas por departamentos-, tras recibir una invitación de Consorcio Financiero y el grupo Luksic. Debió abandonar esta responsabilidad apenas seis meses después, luego de la compra de la compañía por parte de Cencosud, del empresario de origen alemán Horst Paulmann.
Tras esto asumió la gerencia general de Viña San Pedro, sociedad vinculada a los Luksic, donde permaneció por espacio de dos años y medio.
En 2009 fue nombrado presidente de AD Retail, matriz de la cadena de tiendas Abcdin.